# Acuario del Pacífico
El Acuario del Pacífico (en inglés: Aquarium of the Pacific; anteriormente el Acuario de Long Beach del Pacífico) es un acuario que ocupa 5 acres (20.000 m²) en el Rainbow Harbor en Long Beach (California), Estados Unidos. Está situado al otro lado de las aguas del Centro de convenciones de Long Beach, Shoreline Village y el Hotel Queen Mary.
El Acuario atrae 1,5 millones de visitantes al año y cuenta con una plantilla total de más de 900 personas, entre ellas más de 300 empleados y alrededor de 650 voluntarios. Es una organización y acuario sin fines de lucro.
El Acuario es un miembro acreditado de la Asociación de Zoológicos y Acuarios (AZA). Aquarium Of The Pacific está abierto todos los días de 9:00 a. m. a 6:00 p. m.